# Такка пальчатая
Та́кка па́льчатая (лат. Tacca palmata) — вид однодольных цветковых растений, включённый в род Такка (Tacca) семейства Диоскорейные (Dioscoreaceae).

## Ботаническое описание
Такка пальчатая — многолетнее растение с развитым клубнем до 8 см с углублением на верхушке. Листья по 1—5 в прикорневой розетке, в очертании округлые или неясно сердцевидные, глубоко пальчато-рассечённые на 3—13 продолговато-яйцевидных или линейно-ланцетных долей. Размеры листовой пластинки — 7—36×8—40 см, черешок до 75 см длиной.
Цветки в количестве до 30 в 1—3 зонтичных соцветиях на стрелке до 80 см длиной. Прицветники в количестве 4, сиреневато-зелёные, два внутренних сердцевидно-яйцевидные, заострённые, до 10 см, два внешних также яйцевидные, немного короче — до 9 см. Сами цветки зеленовато-фиолетовые, затем фиолетово-коричневые, на цветоножках до 2 см длиной. Доли околоцветника яйцевидной формы, почти равные. Пестик 2 мм длиной, завязь 2—5 мм.
Плод до 1 см длиной, шаровидной формы, ярко-красный, с ребристыми пирамидальными семенами до 5 мм длиной.
В естественных условиях цветение наблюдается с ноября по июль.

## Использование
Клубни такки используются в медицине многих азиатских народов.

## Ареал
Такка пальчатая распространена в континентальной и островной Юго-Восточной Азии. Северная граница ареала — северные Филиппины, Таиланд и Камбоджа, южная — острова Ява и Тимор.

## Таксономия
|  |                                      |  |                                                         |                                                         |                        |  | ещё 2 семейства (согласно Системе APG III) | ещё 2 семейства (согласно Системе APG III) |                     |  |  |  | ещё 15 видов |
|  |                                      |  |                                                         |                                                         |                        |  | ещё 2 семейства (согласно Системе APG III) | ещё 2 семейства (согласно Системе APG III) |                     |  |  |  | ещё 15 видов |
|  |                                      |  |                                                         | порядок Диоскореецветные                                |                        |  |                                            |                                            | род Такка           |  |  |  |              |
|  |                                      |  |                                                         | порядок Диоскореецветные                                |                        |  |                                            |                                            | род Такка           |  |  |  |              |
|  | отдел Цветковые, или Покрытосеменные |  |                                                         |                                                         | семейство Диоскорейные |  |                                            |                                            | вид Такка пальчатая |  |  |  |              |
|  | отдел Цветковые, или Покрытосеменные |  |                                                         |                                                         | семейство Диоскорейные |  |                                            |                                            |                     |  |  |  |              |
|  |                                      |  | ещё 58 порядков цветковых растений (по Системе APG III) | ещё 58 порядков цветковых растений (по Системе APG III) |                        |  |                                            | ещё 5 родов                                | ещё 5 родов         |  |  |  |              |
|  |                                      |  |                                                         | ещё 58 порядков цветковых растений (по Системе APG III) |                        |  |                                            |                                            | ещё 5 родов         |  |  |  |              |

### Синонимы
- Tacca angustilobata Merr., 1926
- Tacca elmeri K.Krause, 1914
- Tacca fatsiifolia Warb. ex H.Limpr., 1928
- Tacca integrifolia Schrank, 1824, nom. illeg.
- Tacca montana Rumph. ex Schult. & Schult.f., 1829
- Tacca rumphii Schauer, 1843
- Tacca vesicaria Blanco, 1837
- Tacca weberi Elmer, 1939, nom. inval.